# Giacomo Fornoni

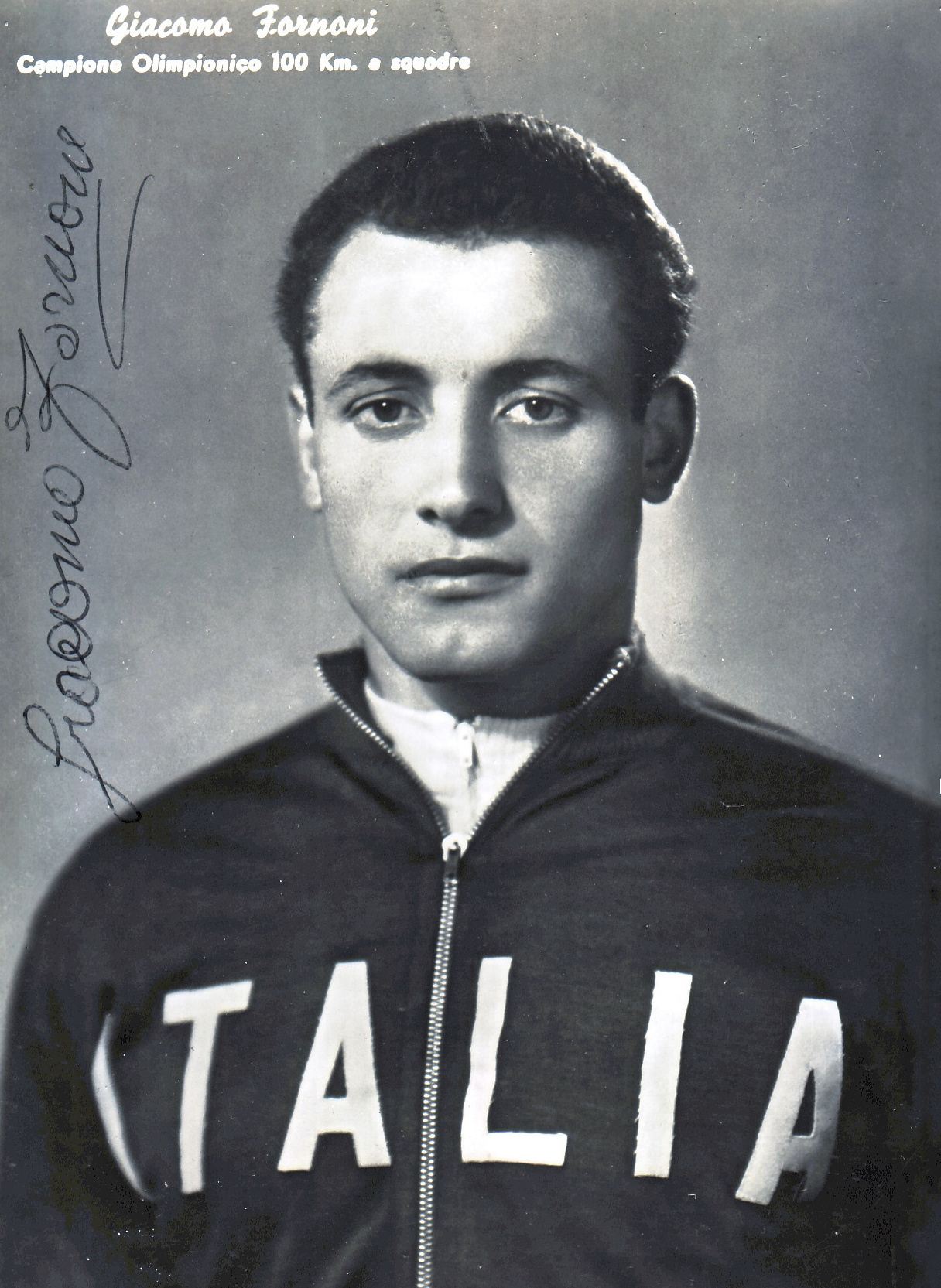
Giacomo Fornoni (1960)

Giacomo Fornoni (* 26. Dezember 1939 in Gromo; † 26. September 2016 in Rogeno) war ein italienischer Radrennfahrer und Olympiasieger im Radsport.

## Sportliche Laufbahn
Fornonis größter Erfolg war der Gewinn der Goldmedaille bei den Olympischen Sommerspielen 1960 in Rom im Mannschaftszeitfahren. Im folgenden Jahr wurde er Berufsfahrer im italienischen Team Molteni, in dem er bis zum Ende seiner Laufbahn 1969 aktiv war. In seinem ersten Jahr als Profi konnte er mit seinem Teamkollegen Battista Babini Zweiter in der Trofeo Baracchi werden. 1974 konnte er das Paarzeitfahren mit Gianni Motta als Partner gewinnen. Viermal bestritt er den Giro d’Italia, 1965 war Platz 51 sein bestes Ergebnis. Die Tour de France beendete er ebenfalls 1965 als 90. 1964 wurde er bei den UCI-Bahn-Weltmeisterschaften in der Einerverfolgung Vierter.

## Berufliches
Nach dem Ende seiner Laufbahn übernahm er mit seiner Frau ein Restaurant in Merone.